# پیچک
پیچک (Convolvulus), سرده‌ای از پیچکیان شامل ۲۰۰ تا ۲۵۰ گونه از گیاهان گلدار در تیرهٔ پیچکیان، با توزیع جهان‌گستر است.

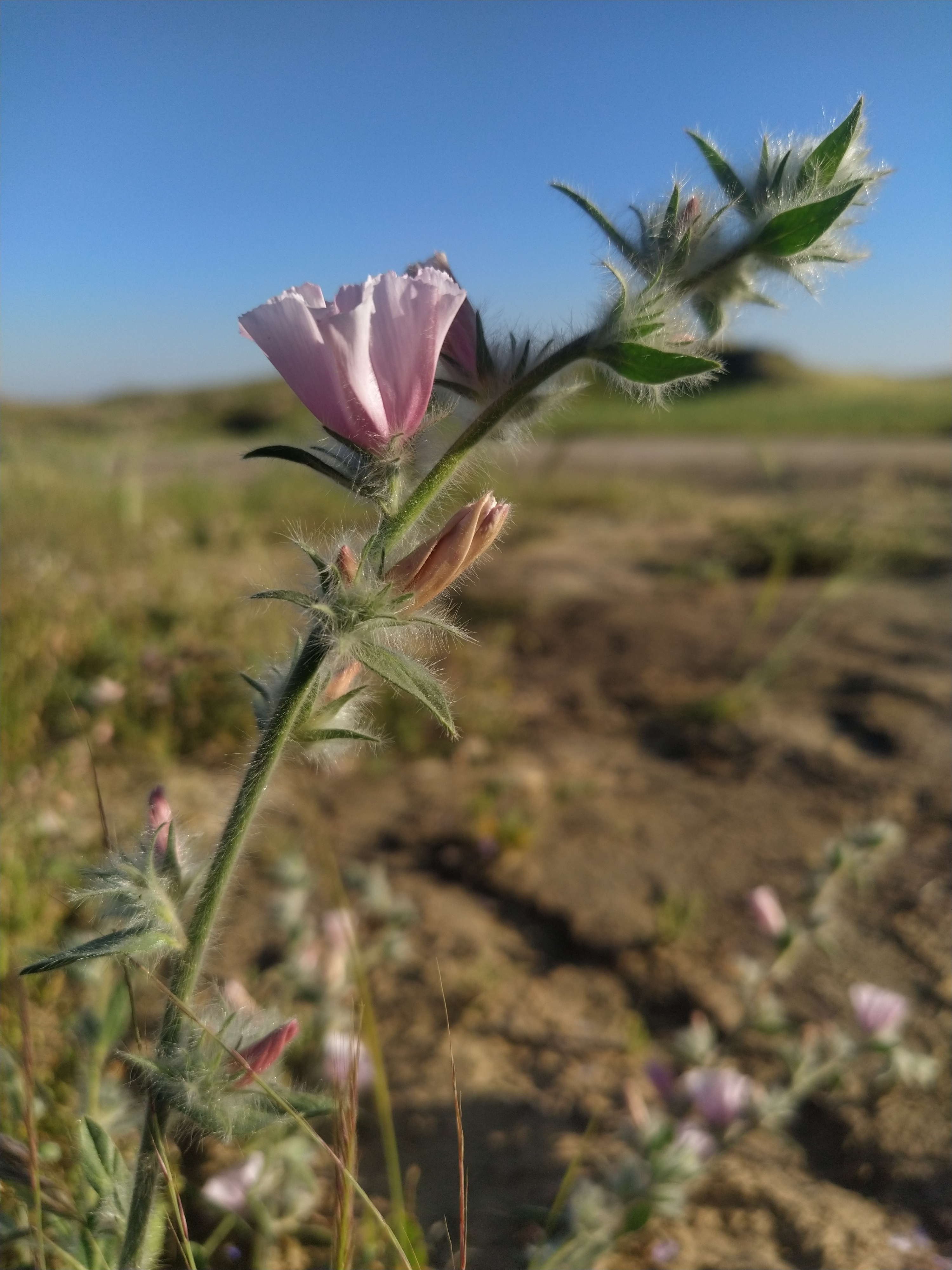
پیچک سفالوپدس خودرو در بهبهان

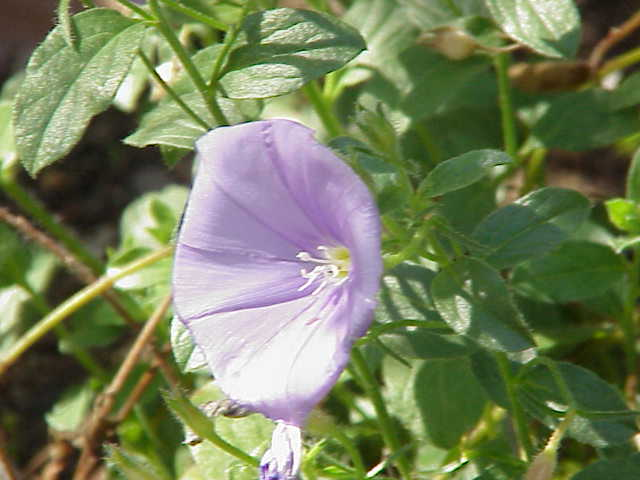
پیچک آفریقایی

نام‌های مرسوم این سرده، پیچک، عشقه، مالوچه، داردوست و نیلوفر پیچ است که برای دیگر سرده‌های نزدیک نیز استفاده می‌شود.

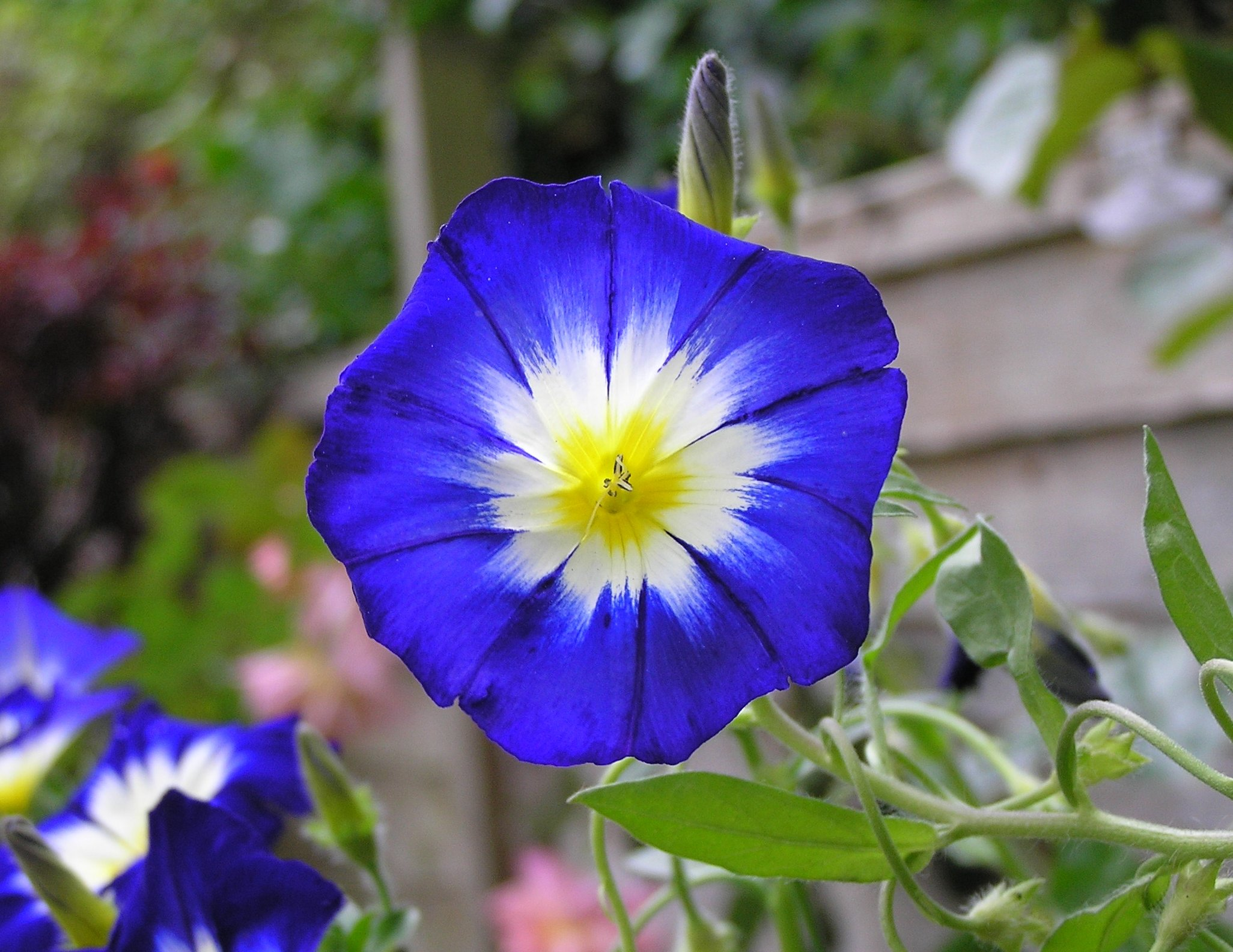
پیچک سه‌رنگ

بیشتر گونه‌های پیچک گیاهان پایای یکساله یا ویره علفی، گیاه ساقه‌دار منعطف و (چند گونه) چوبی و درختچه‌ای تا بلندای ۰٫۳ تا ۳ متر هستند. برگ‌های پیچک‌ها آرایش مارپیچی دارند، و گل‌ها ترومپتشکل بوده و بیشتر به رنگ‌های سفید یا صورتی هستند، و در برخی از گونه‌ها به رنگ‌های آبی، ارغوانی، بنفش، و زرد نیز دیده می‌شود. در افسانه‌های یونان این گیاه نماد تکامل و تحول معنوی است.

## نگارخانه

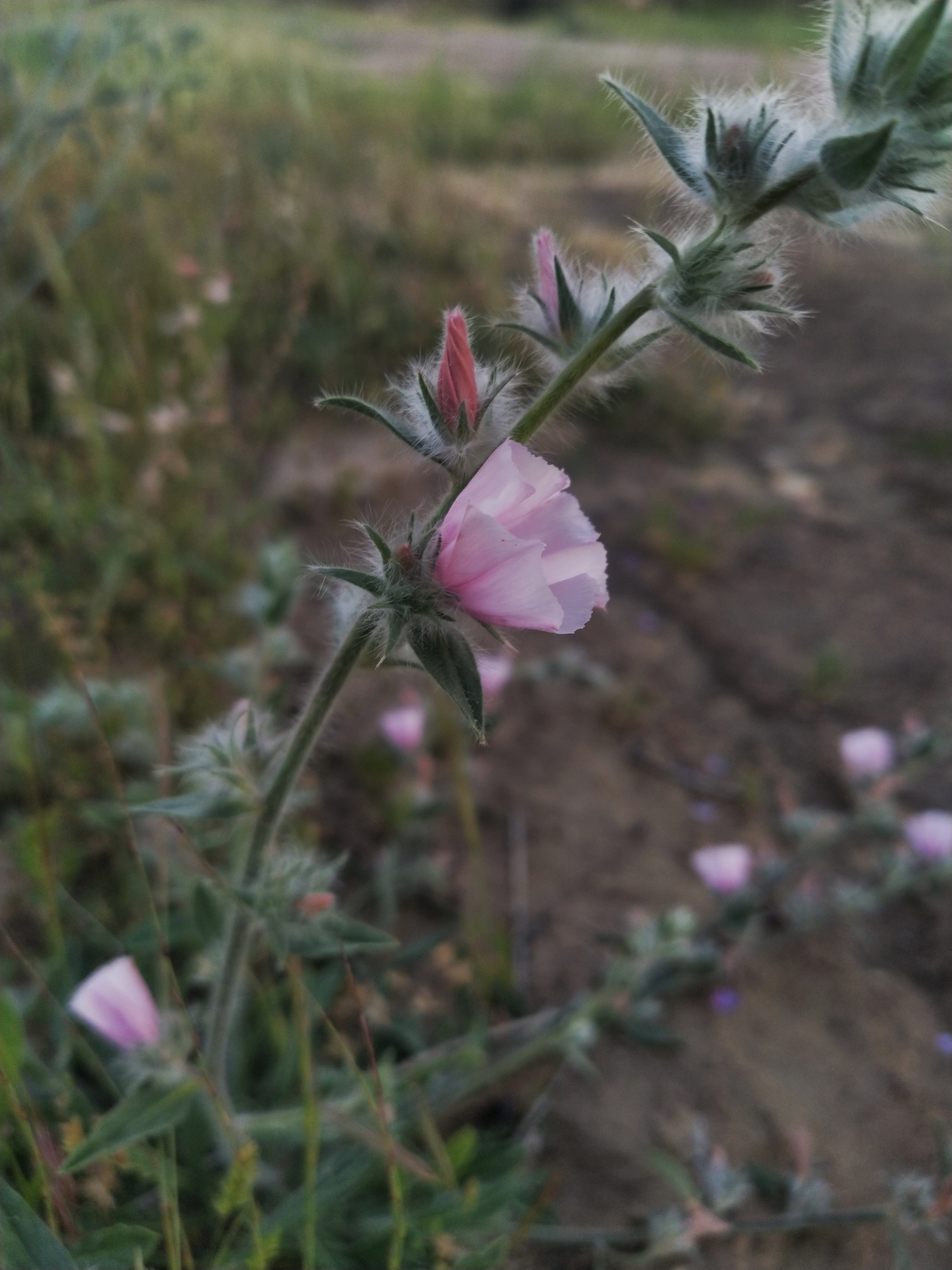
پیچک سفالوپدس خودرو، بهبهان
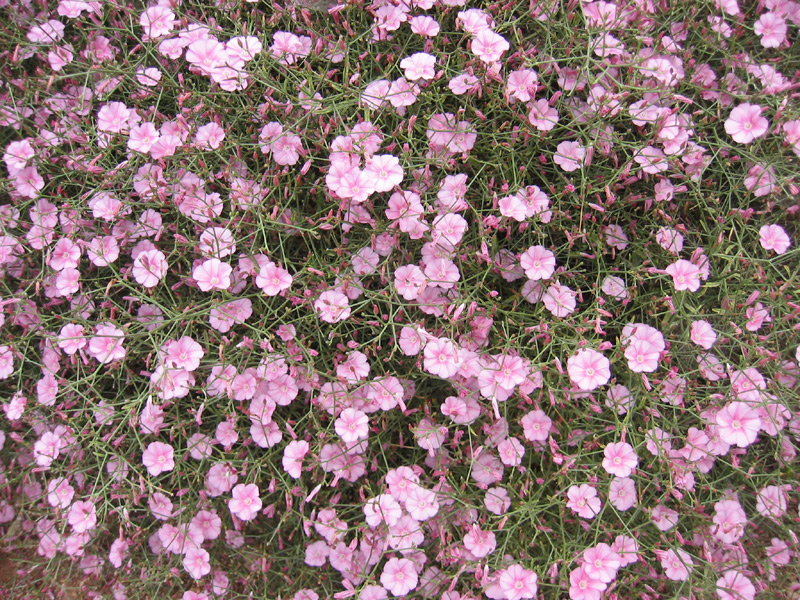
Convolvulus dorycnium
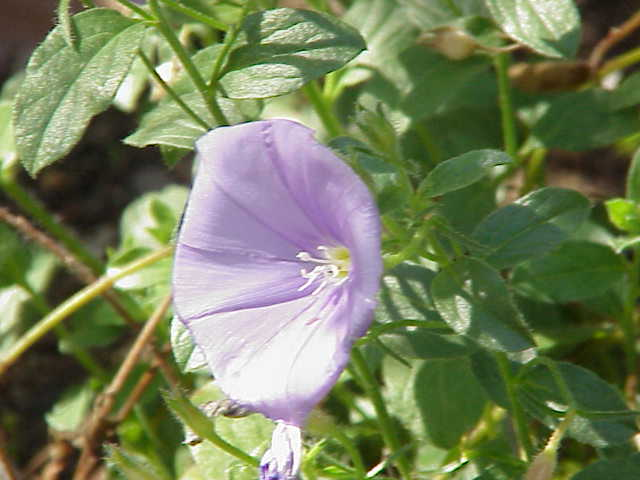
پیچک آفریقایی
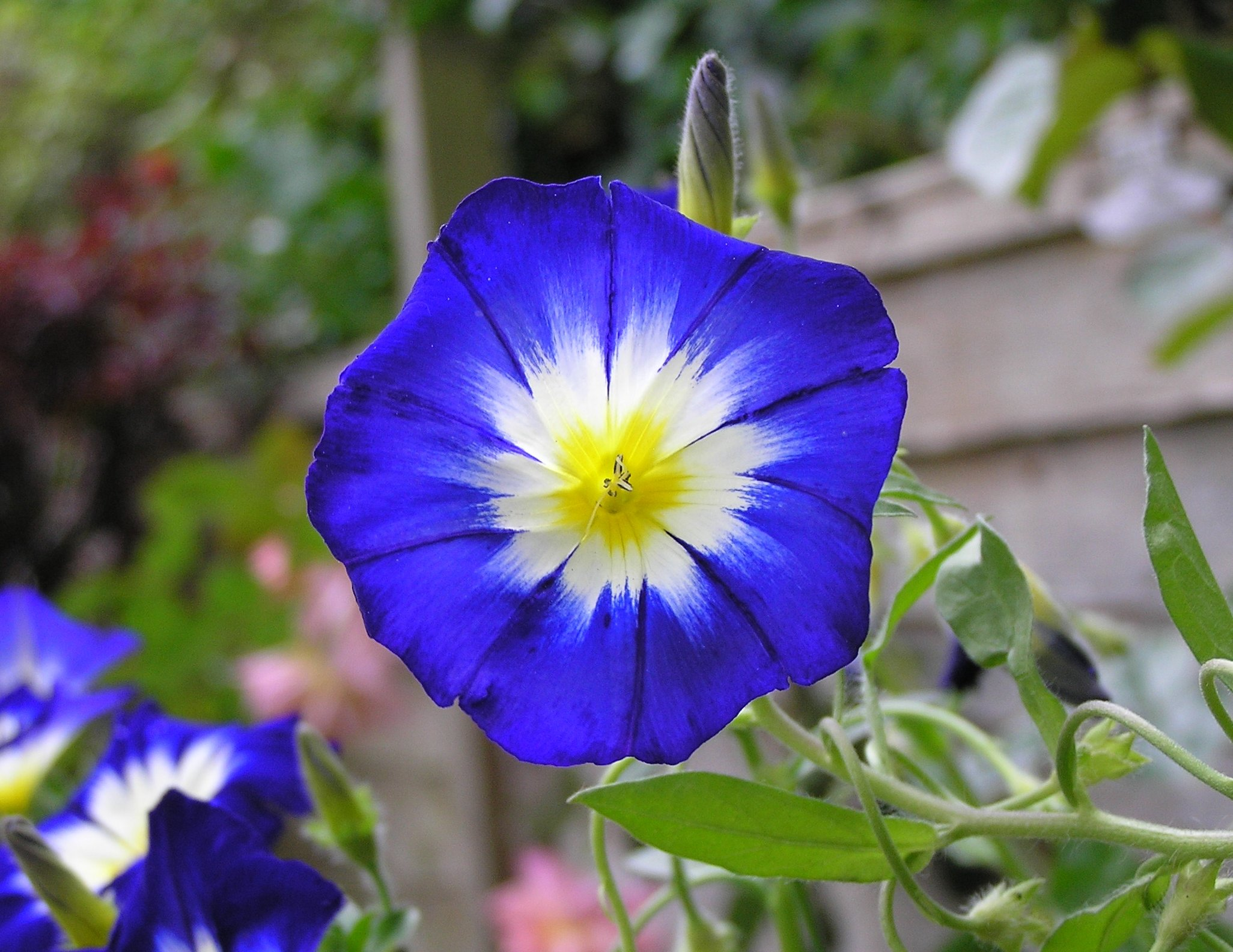
پیچک سه‌رنگ
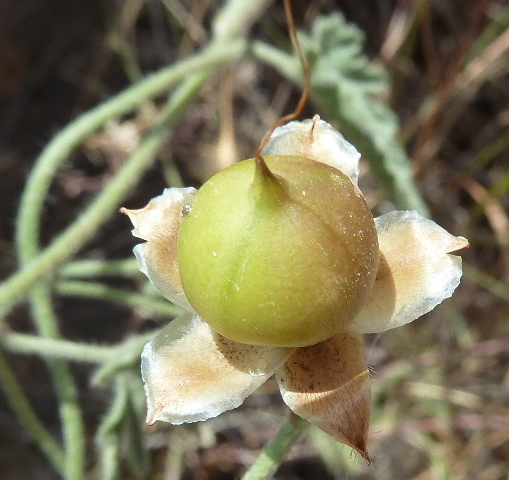
Convolvulus althaeoides
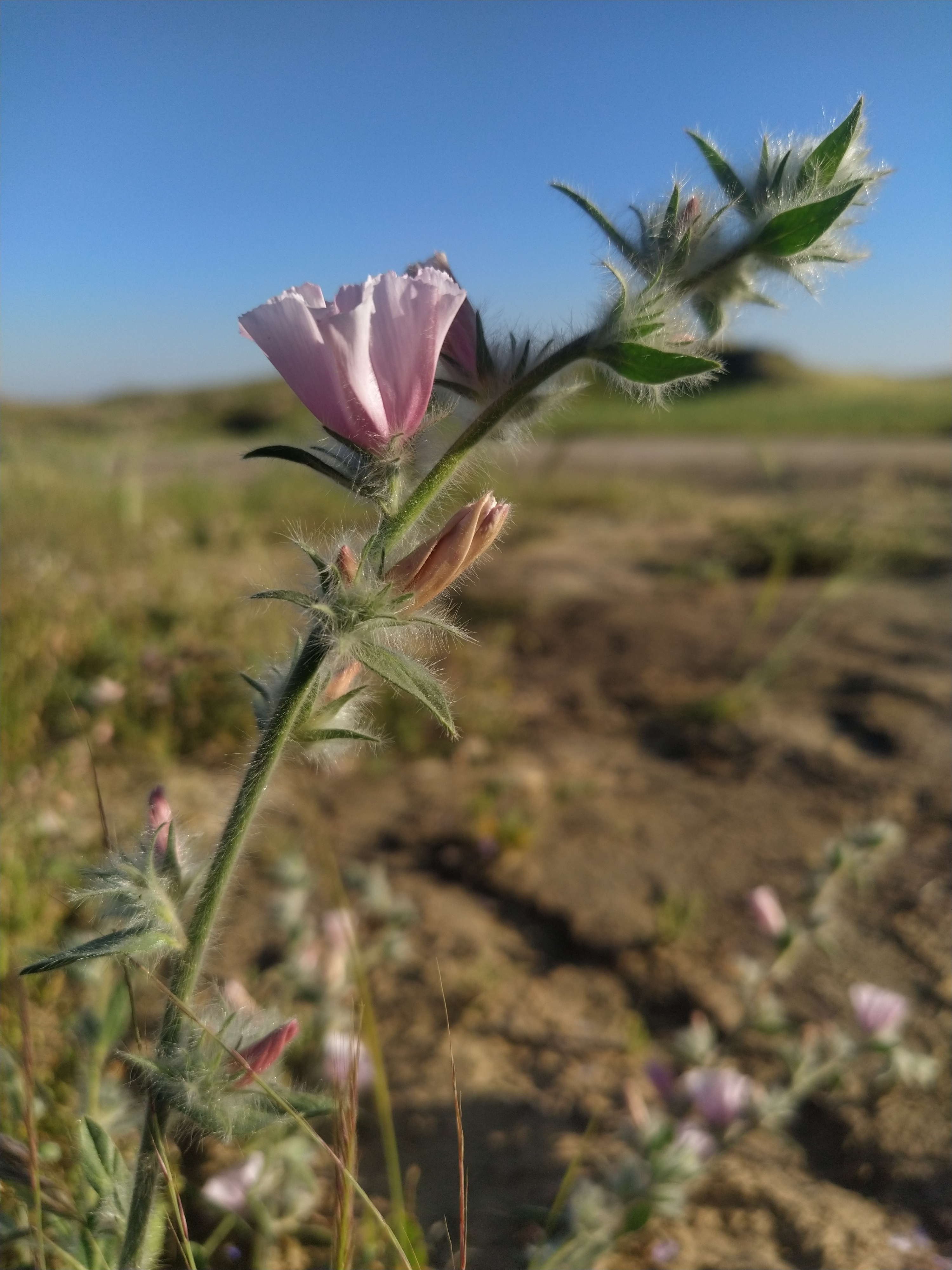
پیچک سفالوپدس خودرو، بهبهان، دوم فروردین‌ماه
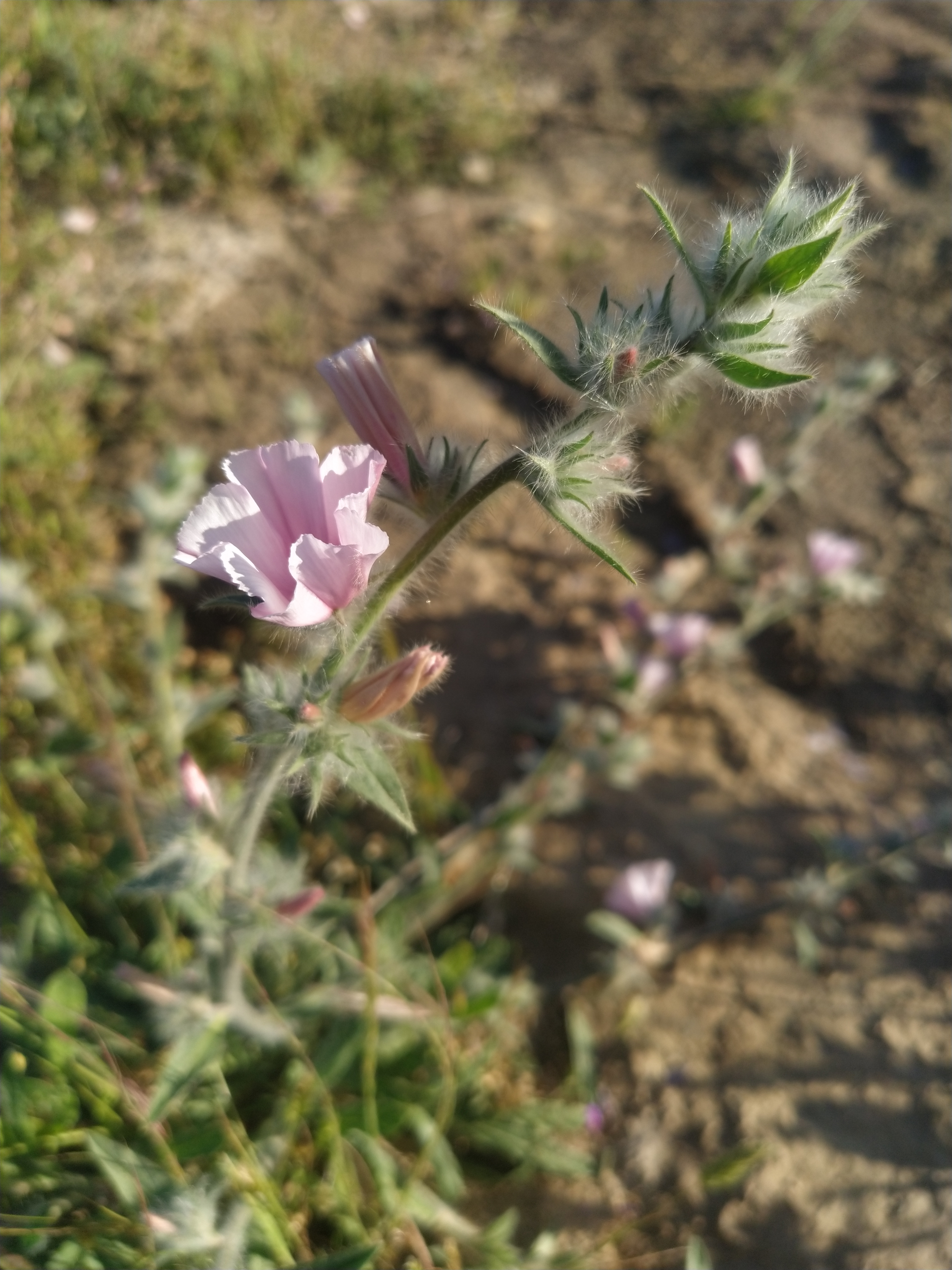
پیچک سفالوپدس خودرو در بهبهان
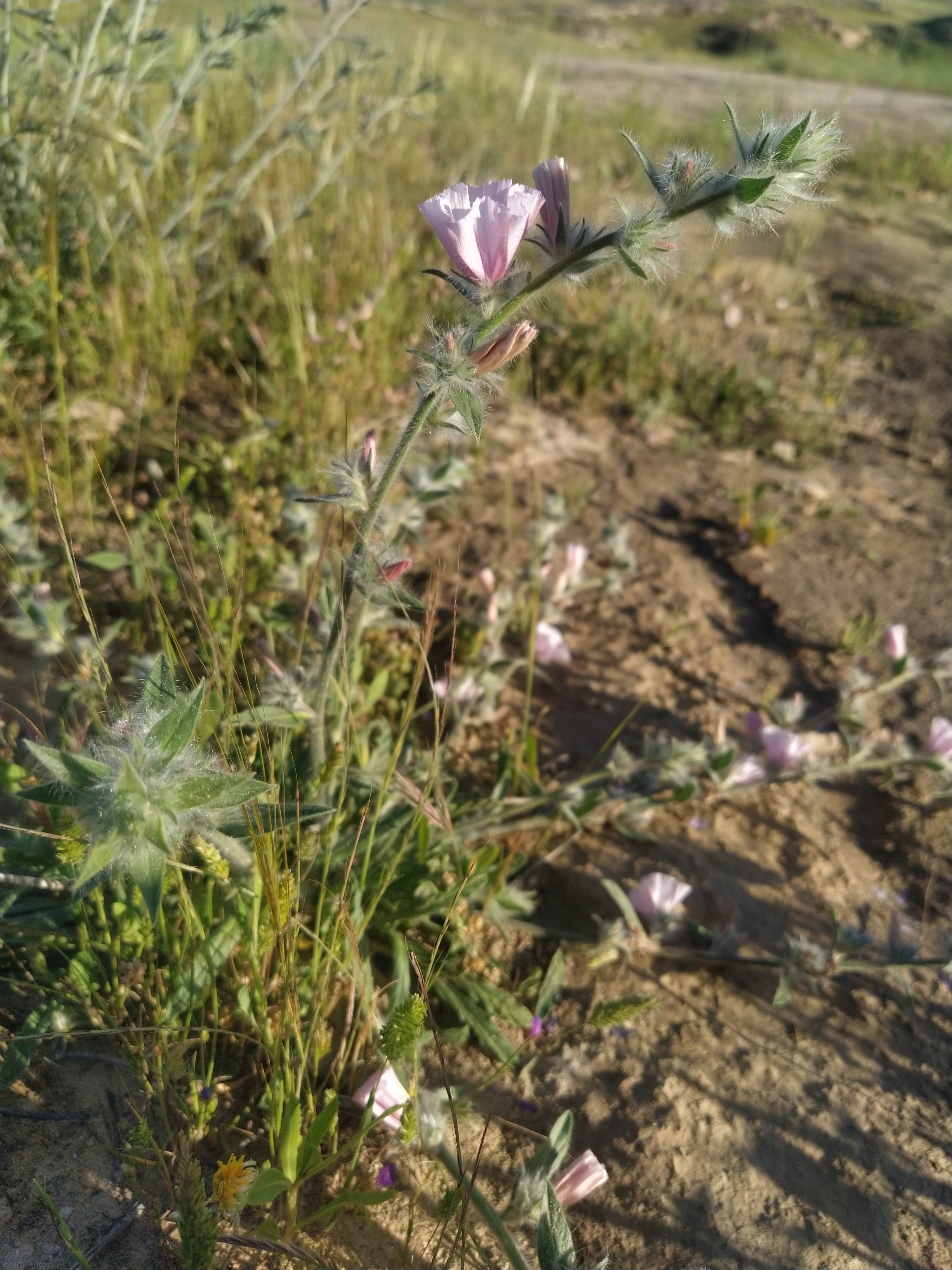
پیچک سفالوپدس خودرو، بهبهان

## گونه‌ها
گونه‌های پیچک عبارت‌اند از:
- Convolvulus acanthocladus
- Convolvulus aitchisonii
- Convolvulus althaeoides – mallow bindweed, mallow-leaf bindweed
- Convolvulus ammannii
- Convolvulus angustissimus
- پیچک صحرایی معمولی (Convolvulus arvensis)
- Convolvulus assyricus
- Convolvulus betonicifolius
- Convolvulus boissieri
- Convolvulus calvertii
- Convolvulus canariensis
- پیچک ایتالیایی
- Convolvulus capensis
- Convolvulus carrii
- Convolvulus cataonnicus
- Convolvulus cephalopodus
- Convolvulus chilensis
- Convolvulus cneorum – پیچک صحرایی بوته‌ای، پیچک صحرایی نقره‌ای
- Convolvulus compactus
- Convolvulus divaricatus
- Convolvulus dorycnium
- Convolvulus equitans – پیچک صحرایی خاکستری، پیچک صحرایی تگزاسی
- Convolvulus erinaceus
- Convolvulus erubescens – پیچک صحرایی سرخ، پیچک صحرایی صورتی، پیچک صحرایی استرالیایی
- Convolvulus eyreanus
- Convolvulus floridus – guadil, morning-glory-tree, rhodium-wood
- Convolvulus fractosaxosa
- Convolvulus fruticosus
- Convolvulus glomeratus
- Convolvulus gortschakovii
- Convolvulus graminetinus
- Convolvulus hermanniae
- Convolvulus holosericeus
- Convolvulus humilis
- Convolvulus kotschyanus
- Convolvulus lanatus
- Convolvulus leiocalycinus
- Convolvulus lineatus
- پیچک آفریقایی – پیچک صحرایی آفریقایی
- Convolvulus nodiflorus – aguinaldo blanco
- Convolvulus nyctagineus
- Convolvulus ocellatus
- Convolvulus oleifolius
- Convolvulus pentapetaloides
- Convolvulus persicus
- Convolvulus phrygius
- Convolvulus pilosellifolius – پیچک صحرایی نرم
- Convolvulus prostratus
- Convolvulus pseudocantabricus
- Convolvulus pyrrhotrichus
- Convolvulus remotus
- Convolvulus rhyniospermus
- Convolvulus rottlerianus
- پیچک آفریقایی – پیچک صحرایی صخره آبی،[و ۸] ground blue-convolvulus
- Convolvulus scammonia – سقمونیا
- Convolvulus scindicus
- Convolvulus scoparius – lignum rhodium, rhodium-wood
- Convolvulus simulans
- Convolvulus spinosus
- Convolvulus steppicola
- Convolvulus stocksii
- Convolvulus suffruticosus
- Convolvulus trabutianus
- Convolvulus tragacanthoides
- پیچک سه‌رنگ – dwarf convolvulus, نیلوفر پیچ کوتوله، نیلوفر پیچ کوتاه
- Convolvulus valentinus
- Convolvulus virgatus
- Convolvulus waitaha
- Convolvulus wallichianus – Wallich's bindweed